# Comuna Catane, Dolj
Catane este o comună în județul Dolj, Oltenia, România, formată din satele Catane (reședința) și Catanele Noi.

## Demografie
Componența etnică a comunei Catane
     Romi (58,75%)
     Români (34,56%)
     Alte etnii (0,15%)
     Necunoscută (6,53%)
Componența confesională a comunei Catane
     Ortodocși (88,92%)
     Penticostali (4,34%)
     Alte religii (0,2%)
     Necunoscută (6,53%)
Conform recensământului efectuat în 2021, populația comunei Catane se ridică la 1.959 de locuitori, în creștere față de recensământul anterior din 2011, când fuseseră înregistrați 1.832 de locuitori. Majoritatea locuitorilor sunt romi (58,75%), cu o minoritate de români (34,56%), iar pentru 6,53% nu se cunoaște apartenența etnică. Din punct de vedere confesional, majoritatea locuitorilor sunt ortodocși (88,92%), cu o minoritate de penticostali (4,34%), iar pentru 6,53% nu se cunoaște apartenența confesională.

## Politică și administrație
Comuna Catane este administrată de un primar și un consiliu local compus din 11 consilieri. Primarul, Cătălin-Daniel Cocora[*], de la Partidul Național Liberal, este în funcție din 1 noiembrie 2024. Începând cu alegerile locale din 2024, consiliul local are următoarea componență pe partide politice:
|  | Partid                    | Consilieri | Componența Consiliului | Componența Consiliului | Componența Consiliului | Componența Consiliului | Componența Consiliului | Componența Consiliului |
|  | ------------------------- | ---------- | ---------------------- | ---------------------- | ---------------------- | ---------------------- | ---------------------- | ---------------------- |
|  | Partidul Național Liberal | 6          |                        |                        |                        |                        |                        |                        |
|  | Partidul Social Democrat  | 5          |                        |                        |                        |                        |                        |                        |